# Memecylon hookeri
Espèce
Statut de conservation UICN

 VU A1c, B1+2c : Vulnérable
Memecylon hookeri est une espèce de plantes à fleurs de la famille des Melastomataceae endémique du Sri Lanka.

## Liste des variétés
Selon Tropicos (10 avril 2019) :
- variété Memecylon hookeri var. exalatum Trimen

## Publication originale
- Enumeratio Plantarum Zeylaniae 113. 1859. (Sept-Oct 1859)